# Giuseppe Cattori

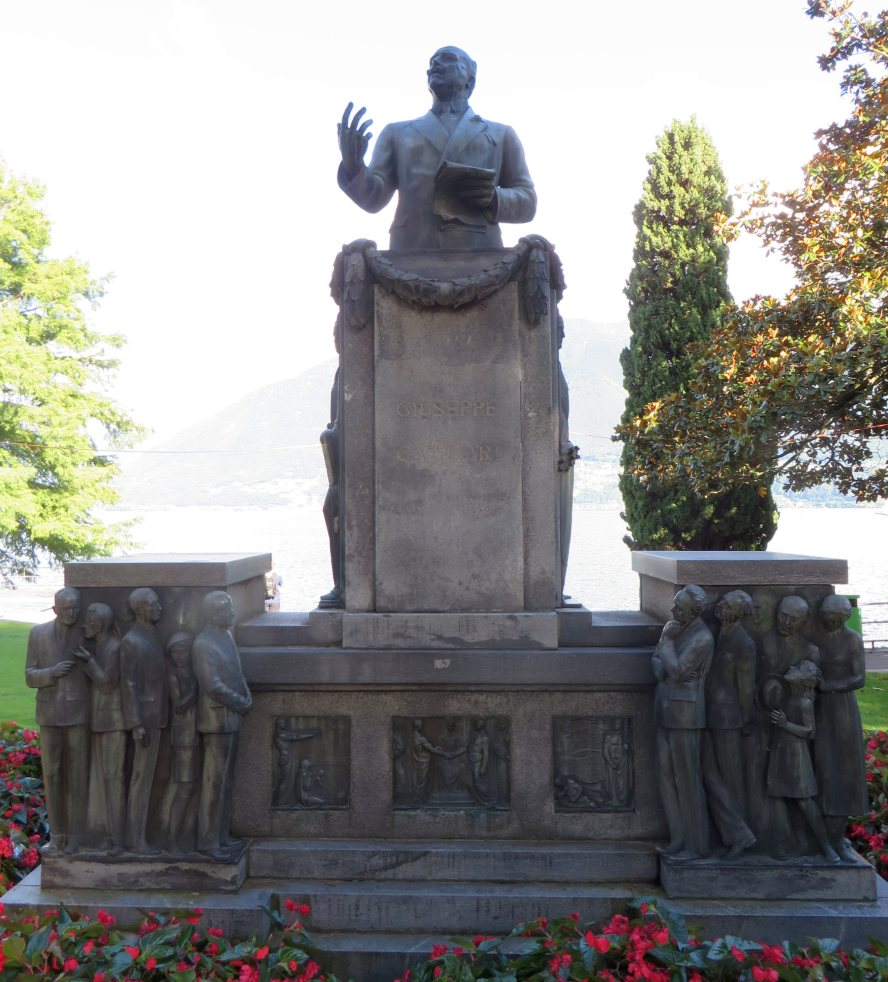
Giuseppe-Cattori-Denkmal von 1939 in Muralto

Giuseppe Cattori (* 24. Mai 1866 in Sonogno; † 18. Juli 1932 in Muralto) war ein Schweizer Politiker  der Christlichdemokratischen Volkspartei (CVP). Er war Tessiner Staatsrat und Mitglied des Schweizer Nationalrats.

## Biografie
Cattori entstammte einer Bauernfamilie. Er war Sohn des Bauern Celestino und seiner Frau Lucia geborene Miossi. Er heiratete Marianna Andreoli. Er besuchte die Gymnasien Sant’Eugenio in Locarno und Saint-Michel in Freiburg. Sein Studium der Rechtswissenschaft schloss er 1889 an der Universität Bern ab. 1889 war er Präsident der Studentenverbindung Lepontia und 1892 des Schweizerischen Studentenvereins. Cattori absolvierte ein Anwaltspraktikum bei Gioachimo Respini, dem Anführer der Tessiner Konservativen. Von 1893 bis 1909 war er als Advokat und Notar tätig.
Cattori war 1892 Mitglied des Tessiner Verfassungsrates und war von 1893 bis 1920 für die Konservativen im Tessiner Grossrat, dem Kantonsparlament. 1896 spalteten sich die Tessiner Konservativen in die gemässigten Giubiaschesi und die unnachgiebigen Respiniani. Cattori gehörte zu Letzteren und wurde Redaktor deren Organs La Libertà. Nachdem sich 1901 die Partei wieder vereinigt hatte, wurde er zusammen mit Eligio Pometta Redaktor der neuen Parteizeitung Popolo e Libertà. Später war er – mit Unterbrüchen – fast 20 Jahre Direktor dieser Zeitung.
Cattori war zusammen mit Giuseppe Motta einer der wichtigsten Exponenten der Tessiner Rechten. 1909 wurde er in die Tessiner Kantonsregierung, den Staatsrat, gewählt. Dort leitete er von 1909 bis 1912 das Baudepartement. 1912 rückte er für Giuseppe Motta in den Schweizer Nationalrat nach. Er blieb bis 1915 Nationalrat und hatte dieses Amt nochmals von 1917 bis 1919 inne. In der Zwischenzeit, von 1915 bis 1917, war Cattori wieder Tessiner Staatsrat und leitete das Innen- und Justizdepartement, dann leitete er von 1921 bis zu seinem Tode 1932 das Erziehungs- sowie Justiz- und Polizeidepartement.

## Rezeption
In Muralto steht an der Seepromenade Lungolago Giuseppe Motta ein Denkmal zu Ehren von Giuseppe Cattori. Es wurde 1939 von dem Bildhauer Fiorenzo Abbondio geschaffen. Auf einem Granitsockel steht eine bronzene Statue, sie zeigt überlebensgross Giuseppe Cattori, wie er eine Rede hält. Im Sockel sind unterschiedliche Personen zu sehen (z. B. Mario Martinoni), die ihm zuhören oder sich über seine Rede unterhalten.
Sowohl in Muralto (Viale Giuseppe Cattori) als auch in Locarno (Via Giuseppe Cattori) sind Strassen nach ihm benannt.

## Werke
- Ore d’Italia. Grassi & Co., Lugano 1917. Neuauflage durch die Schweizerische Bankgesellschaft, Zürich 1988.